# هندیم
هندیم یک روستا در ایران است که در بخش پاریز واقع شده‌است. هندیم ۳۷ نفر جمعیت دارد.